# 長良じゅん
長良 じゅん（ながら じゅん、1938年3月10日 - 2012年5月2日）は、日本の芸能プロモーター、音楽プロデューサー、実業家。本名：神林 義忠（かんばやし よしただ）。長良プロダクション会長を務めた。長良プロダクション代表取締役であり、社団法人「日本音楽事業者協会」の常任理事でもある神林義弘は長男にあたる。

## 来歴・人物
1938年3月10日、東京府東京市浅草区（現在の東京都台東区浅草）出身。出身地を新橋（当時の東京市芝区）とするものもある。
育ての親で義父は興行を打っていた関係で小学校の頃より手伝いをしていた。父親が浪曲師でもあったことから大衆芸能の世界に早くから興味を持ち、1958年に芸能事務所の木倉事務所に入社。雪村いづみ、浜村美智子、弘田三枝子、山田真二、水原弘といった大物スターのマネージャーを担当した。また長良が美空ひばりの実弟：香山武彦と親しかったことから、美空ひばりも長良に信頼を寄せていたという。
1963年に「長良事務所」を設立して1999年に廣済堂プロダクションから独立する形で長良プロを設立した。城みちる、山川豊、田川寿美、水森かおり、氷川きよし、梅宮辰夫、中村玉緒、グッチ裕三らを育て上げた。2003年から「長良グループ」会長となる。芸能界の重鎮として業界でも有名な芸能プロモーターで、音楽プロデューサーとしても数々のヒット曲を出した人物でもあった。
2012年5月2日（日本時間3日）、旅行先のアメリカ・ハワイ州のゴルフ場「ワイアラエ・カントリークラブ」でプレー中、乗車していたカートの事故が起き、救急搬送されたが、現地時間午後0時30分（日本時間3日午前7時30分）に死亡が確認された。74歳没。

## 長良がプロデュースした歌手
- 水原弘
- 城みちる
- 山川豊
- 田川寿美
- 水森かおり
- 氷川きよし